# Сампилон, Даши Сампилович
Даши́ Сампи́лович Сампило́н (бур. Сампилай Даша) (1891 — 20 января 1938) — один из лидеров бурятского национального движения, председатель Бурятского национального комитета (Бурнацком) (1918).

## Биография
Родился в 1891 году в бурятской крестьянской семье в сомоне Аршантуй Агинской степной думы. Окончил с отличием Агинское приходское училище. После учёбы в Московской земледельческой школе Даши поступает в Московский сельскохозяйственный институт (ныне — Московская сельскохозяйственная академия имени К. А. Тимирязева).
Во время учёбы в институте Даши проникается революционными идеями освобождения трудового народа от гнёта царизма, идеями свободы и равноправия народов, права наций на самоопределение.
После февральской революции Сампилон избирается делегатом от бурятского народа на Всероссийский съезд крестьянских депутатов, где был избран членом исполкома Всероссийского Совета крестьянских депутатов. На этом съезде он окончательно делает выбор в сторону большевиков.
Даши Сампилон участвует в организации в Петрограде Бурятско-Калмыцкого комитета, целью которого является создание национальной государственности для бурят и калмыков. Он становится членом руководящего органа комитета, проводит большую организаторскую и идейно-политическую работу. Большую помощь советами ему оказывает Элбэк-Доржи Ринчино, признанный лидер бурятского национального движения.
В январе 1918 года Даши Сампилон был избран председателем Иркутского отдела Бурят-Монгольского национального комитета (Бурнацкома). 19 сентября 1918 года на заседании членов Центрального Бурятского Национального комитета и представителей аймаков Сампилон единогласно избирается председателем Бурнацкома, который стал первым неформальным правительством бурятского народа. Сампилон был самым молодым из руководителей Бурнацкома. Ему в 1918 году исполнилось 27 лет.
Чита в то время была занята японскими интервентами и войсками атамана Семёнова. Некоторые члены Бурнацкома во главе с Михаилом Богдановым в знак протеста против оккупации ушли со своих постов. Даши Сампилон, считая, что главнейшей целью является получение бурятами национальной автономии, проявлял гибкость и шёл на сотрудничество с японцами и семёновцами.
В 1921 году Даши Сампилон начинает работать в Наркомате иностранных дел РСФСР. С 1922 по 1925 год он работает секретарем и советником от СССР в посольстве Монголии в Москве. В 1925 году назначен советником Министерства народного хозяйства МНР. Сампилон по поручению правительства Монголии побывал во многих странах Европы для покупки оборудования и машин для закладки промышленной базы страны. Он посетил Францию, Германию, Британию, Бельгию, Австрию и Чехословакию. В этих странах, помимо прямых своих обязанностей, он пропагандировал знания о монгольских народах, Монголии, Бурят-Монголии, рассказывал о монгольской истории и современном положении страны.
1929 году в МНРП взяли верх «левые» силы, которые стремились ускорить социалистическое строительство по сталинскому образцу, начали чистки в рядах партии. Сампилон был арестован, выдан НКВД и вывезен в СССР. Ему было предъявлено обвинение в антисоветской деятельности, он был приговорён к 10 годам лишения свободы. Отбывал наказание в Соловках. Но руководству ГУЛАГ потребовались глубокие знания Сампилона, и его перебросили на Беломорканал в Ленинград.
20 января 1938 года по приговору «тройки» НКВД Даши Сампилон был расстрелян. Реабилитирован в 1984 году.
Даши Сампилович Сампилон внёс огромный вклад в развитие бурятского национального движения в сложное время, заложив основы к образованию бурятской национальной государственности — автономных областей, затем и Бурят-Монгольской АССР в 1923 году.